# Parque nacional Jaua-Sarisariñama
El parque nacional Jaua-Sarisariñama es un parque nacional de Venezuela, localizado al suroeste del estado Bolívar, donde nacen los ríos Caura, Erebato y Ventuari.

## Descripción
Está formado principalmente por tres mesetas de arenisca de la formación Roraima, llamados por el pueblo indígena de los maquiritare Jaua-Jidi, Sarisariñama-Jidi y Guanacoco-Jidi.
- Acceso: en automóvil, partiendo desde Caicara del Orinoco rumbo al estado Amazonas; por vía fluvial, siguiendo las aguas del río Caura o en helicóptero.
- Ubicación: latitud 4° 44′ 59″ N (4.750°), longitud 64° 24' 2"W (-64.401°)
- Superficie: 330.000 ha
- Altura: entre 500 y 2.400 m s. n. m.
- Temperaturas: entre 12 y 24 °C
- Precipitaciones: 2.800 a 3.600 mm por año.
- Flora: helechos, orquídeas, ericáceas, compuestas, ciperáceas y bromeliáceas.
- Fauna: marmosa tyleriana,  estefania riae, jaguar.
- Comodidades para acampar, observación de flora y fauna.

## Historia
Fue declarado parque nacional en 1978 para proteger las primeras simas (peculiares depresiones) en cuarcitas encontradas en la región de los tepuyes y que datan del período precámbrico, alcanzando profundidades próximas a los 350 m. 
El Sarisariñama (Sarisariñama-Jidi en maquiritare) es uno de los tepuyes más aislados del país, encontrándose a cientos de kilómetros de la carretera más cercana. La característica más distintiva y peculiar de este tepuy de 2300 metros de altura es la presencia en sus cima de cavidades prácticamente circulares que aún hoy son un misterio para la geología. Estas profundas depresiones o simas tienen un diámetro en la boca de 350 metros, y una profundidad de 350 metros igualmente. Las paredes de estos pozos, completamente verticales y por lo tanto insuperables para las criaturas que habitan el fondo del precipicio, han permitido aislar un ecosistema único, habiendo especies de plantas y animales que no se encuentran en ninguna otra parte del planeta (endémicas). Estas simas fueron documentadas y exploradas por primera vez en 1974.
En la actualidad el acceso se encuentra restringido a investigadores científicos exclusivamente y se requiere autorización de Inparques para visitarlo.